# Арабская Википедия
Арабская Википедия (араб. ويكيبيديا العربية‎ Wīkībīdyā al-ʿArabiyya или ويكيبيديا، الموسوعة الحرة‎ Wīkībīdyā, al-Mawsūʿa al-Ḥurra) — раздел Википедии на арабском языке. Арабская Википедия является одним из крупных разделов Википедии, занимая среди разделов, не использующих латиницу, 7-е место.
На начало декабря 2012 года арабская Википедия занимала двадцать четвёртое место среди языковых разделов по количеству статей и находилась на втором месте по показателю «глубины» среди языковых разделов, содержащих более 100 тысяч статей, уступая по этому показателю только разделу на английском языке.
В настоящее время в арабском разделе Википедии содержится 1,9 % от всех начатых статей во всех 285 языковых разделах Википедии. Количество статей в арабской Википедии составляет 1 271 402. Всего зарегистрировано 2 742 240 участников, из них 6708 активных участников.
По статистике alexa.com, арабский раздел Википедии находился в 2010 году на 11-м месте по посещаемости, сразу после китайского и польского (0,74 % посетителей сайта wikipedia.org).
Внешний вид арабской Википедии отличается от большинства других Википедий, так как в арабском языке текст пишется справа налево, поэтому Арабская Википедия является «зеркальной» по отношению к большинству других Википедий.
2 апреля 2008 года появился раздел Википедии на одном из диалектов арабского языка — египетско-арабская Википедия.

## Статистика
| Посещаемость по странам                                                                                              | Посещаемость по странам | Посещаемость по странам | Посещаемость по странам | Посещаемость по странам |
| Страна |                         |                         | % от просмотров         |                         |
| --- | ----------------------- | ----------------------- | ----------------------- | ----------------------- |
| Саудовская Аравия |                         |                         | 23.5 %                  |                         |
| Египет |                         |                         | 19.8 %                  |                         |
| Марокко |                         |                         | 7.9 %                   |                         |
| Алжир |                         |                         | 7.5 %                   |                         |
| Ирак |                         |                         | 4.7 %                   |                         |
| Иордания |                         |                         | 4.1 %                   |                         |
| Палестина |                         |                         | 3.8 %                   |                         |
| Тунис |                         |                         | 3.0 %                   |                         |
| ОАЭ |                         |                         | 2.7 %                   |                         |
| Израиль |                         |                         | 2.6 %                   |                         |
| Кувейт |                         |                         | 2.3 %                   |                         |
| США |                         |                         | 2.0 %                   |                         |
| Йемен |                         |                         | 1.7 %                   |                         |
| Катар |                         |                         | 1.6 %                   |                         |
| Другие |                         |                         | 12.8 %                  |                         |
| По данным анализа 0,1 % просмотров страниц, совершенных в период с 1 декабря 2014 года по 31 декабря 2014 — Источник |                         |                         |                         |                         |

По состоянию на 18 июля 2025 года арабский раздел Википедии содержит 1 271 402 статьи. Зарегистрировано 2 742 240 участников, из них 6708 совершили какое-либо действие за последние 30 дней, а 26 участников имеют статус администратора. Общее число правок составляет 71 314 602.

## История
- сентябрь 2001 года — первая статья.
- 25 декабря 2005 года — 10 000 статей. Десятитысячной статьёй стала نكاف (эпидемический паротит).
- 31 декабря 2007 года — 50 000 статей.
- 25 мая 2009 года — 100 000 статей.
- 27 июня 2011 года — 150 000 статей.
- 21 октября 2012 года — 200 000 статей.
- 31 декабря 2013 года — 250 000 статей.
- 4 августа 2014 года — 300 000 статей.
- 17 декабря 2015 года — 400 000 статей.
- 6 марта 2017 года — 500 000 статей.
- 12 сентября 2018 года — 600 000 статей.
- 29 декабря 2018 года — 650 000 статей.
- 6 марта 2019 года — 700 000 статей.
- 12 апреля 2019 года — 750 000 статей.
- 26 апреля 2019 года — 800 000 статей.
- 30 июня 2019 года — 850 000 статей.
- 13 июля 2019 года — 900 000 статей.
- 17 ноября 2019 года — 1 000 000 статей.

## Популярность

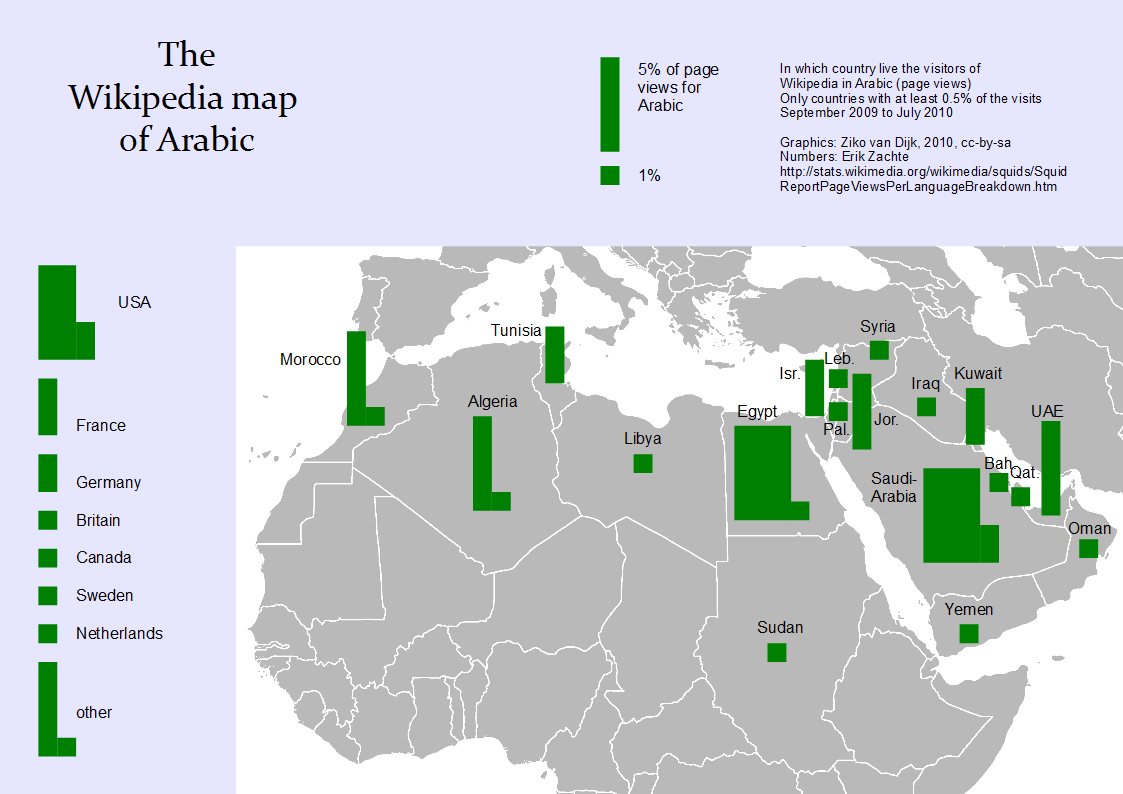
Количество просматриваемых страниц арабской Википедии за 2009/10 года, слева показано количество просмотров за пределами Ближнего Востока: значительная часть просмотров приходилась на США

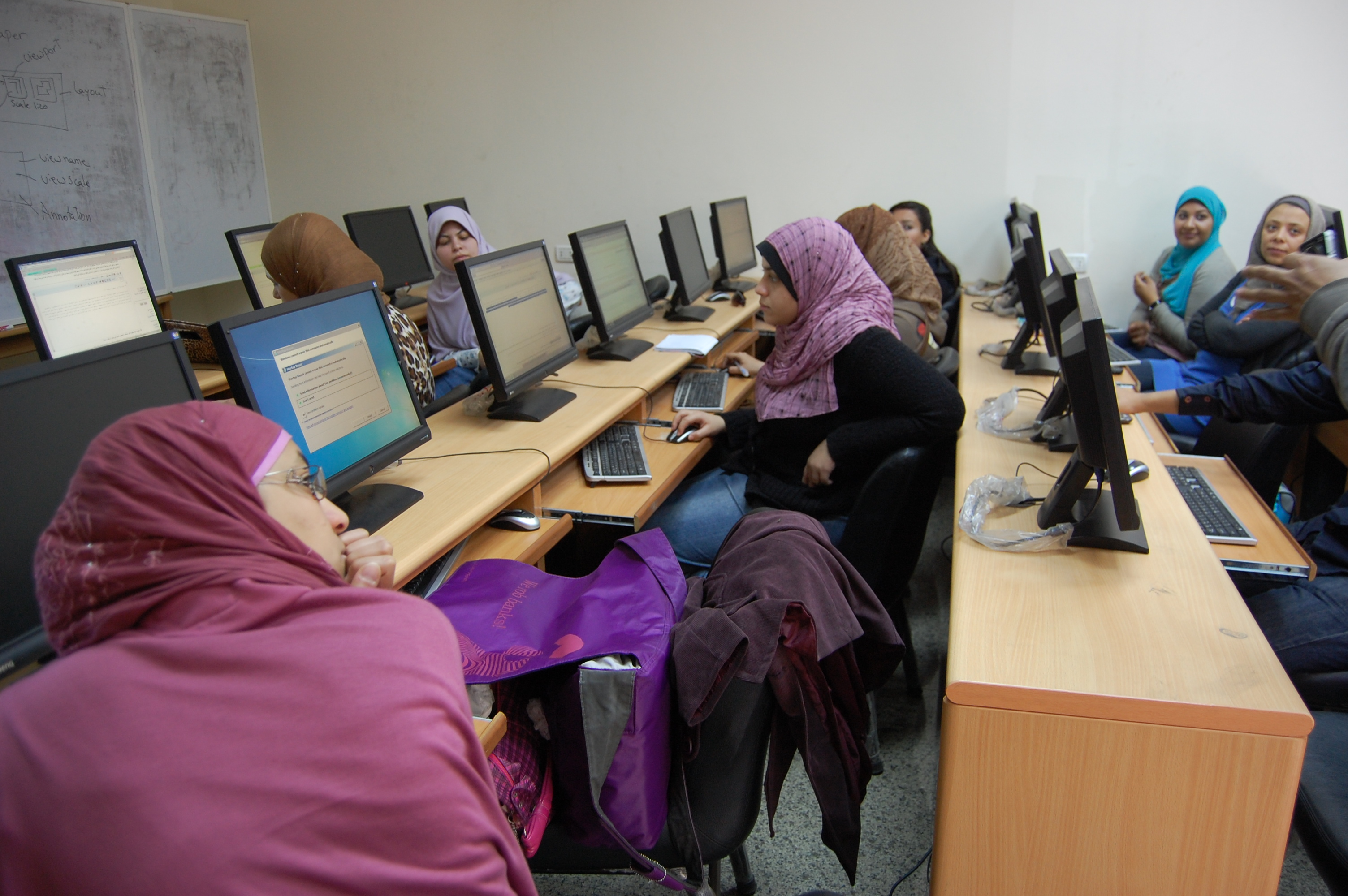
Студентки Каирского Университета редактируют статьи в Википедии

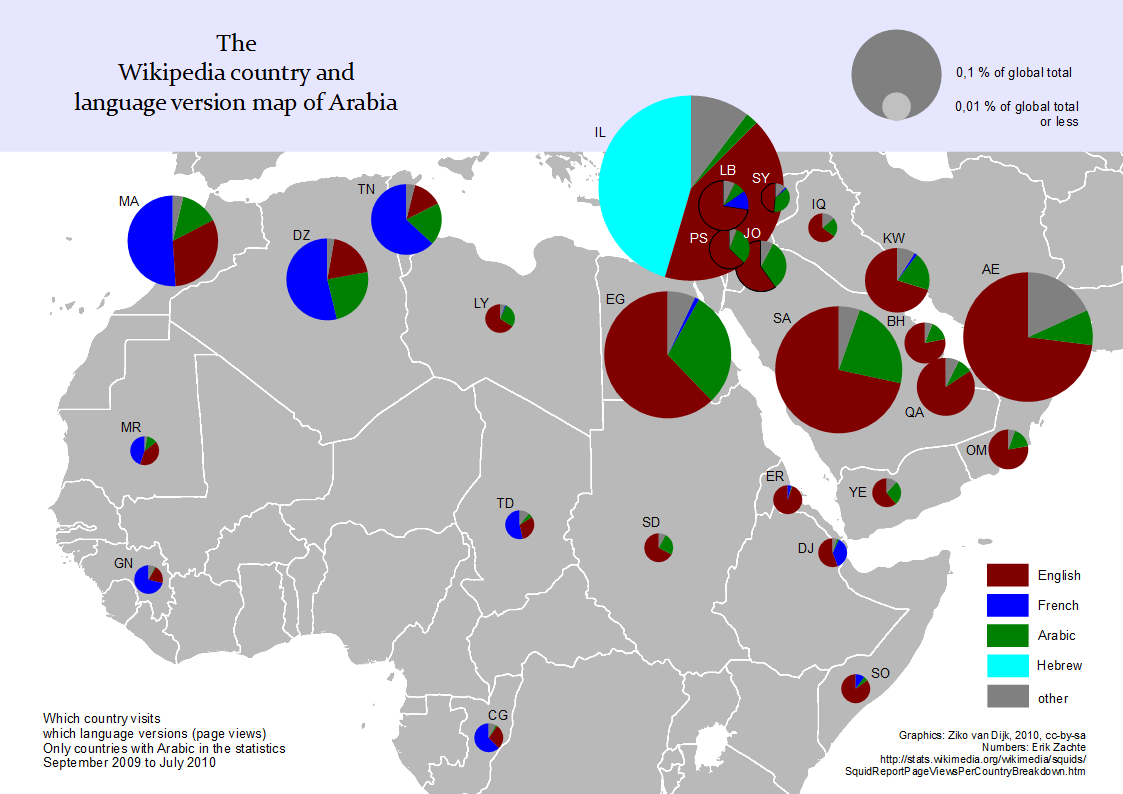
Количество просмотров страниц на разных языках: бурый — английский, синий — французский, зелёный — арабский и голубой — иврит, исходя из карты видно, что во всех арабских странах большей популярностью пользуются английский или французский разделы

В сентябре 2012 года глубина арабской Википедии составляла 243 (грубый индикатор качества Википедии), что выше, чем у немецкой (89), французской (159) или японской (59); таким образом, арабская Википедия находилась на втором месте по качеству среди Википедий с числом статей выше 100 тысяч, после английской Википедии (696).

### Образование проекта
Арабская Википедия из-за слабого охвата интернета среди арабоязычных стран, начала своё развитие значительно позже, чем другие языковые разделы Википедии. Хотя домен «ar.wikipedia.org» был создан ещё в 2001 году, активность в проекте была минимальной и состояла в основном из анонимных пользователей. Вплоть до 2003 года, подавляющее число активных пользователей арабского раздела были неарабскими добровольцами, занимающимися в основном техническими вопросами в проекте. Элизабет Бауэр, известная под пользовательским ником Elian, организовала агитационную кампанию по привлечению потенциальных пользователей в арабоязычную Википедию, на кампанию ответила группа энтузиастов-программистов Arabeyes, работающих над адаптацией открытого программного обеспечения с арабским языком. Команда согласилась поддерживать арабоязычный проект, но не перенять его администрирование. Тем не менее уже в феврале 2003 года, Arabeyes отказалась поддерживать Википедию. В процессе дальнейших переговоров, пользователи-добровольцы из немецкого проекта Википедии продолжили развивать техническую инфраструктуру арабской Википедии.
В 2003 году в арабоязычной Википедии появился свой первый и активный участник — Рами Таравнех, иорданский аспирант из Германии, который после работы в англоязычной Википедии, начал пополнять базовым материалом арабоязычную Википедию. В этом же году, Википедию начали пополнять четыре других пользователя и тоже иорданцев, обучающихся в Германии. Официальное открытие арабоязычной Википедии состоялось в июле 2003 года.
В феврале 2004 года, Исам Баязиди, один из членов организации ArabEyes вместе с четырьмя друзьями вызвался помочь в развитии проекта и возложил на себя руководящую роль системного администратора. Исам и его команда фактически стали первой командой, возглавляющей проект арабоязычной Википедии. В начале своего существования арабская Википедия столкнулась со многими проблемами. В феврале 2004 года она была признана худшим проектом Википедии среди всех других языков. Однако уже в 2005 году, арабская Википедия продемонстрировала большой прогресс, а в декабре этого же года, количество её статей достигло 8285. К тому моменту, в проекте работали 20 активных участников, которые также прилагали свои усилия для привлечения новых пользователей в проект.
В 2007 году, полиция в неустановленной стране задержала Таравнеха, первого активного участника, и потребовала, чтобы он раскрыл IP-адрес пользователя. Для защиты википедистов, администраторы подделали спор, в рамках которого Таравнех лишился своего статуса администратора и таким образом потерял доступ к IP, не сумев выдать его полиции. После данного инцидента правила арабской Википедии устанавливают, что ни один пользователь не может получить полный доступ к личной информации других пользователей.

### Дальнейшее развитие
По состоянию на 2008 год, количество статей в арабской Википедии было уже 65,000; таким образом, она занимала 29 место в Википедии, деля место вместе с Википедией на эсперанто и словенской Википедией.
Во время встречи в рамках проекта Викимании в 2008 году Джимми Уэйлс, один из основателей Википедии, предположил, что на развитие арабской Википедии негативно влияет тот факт, что в Египте (самой крупной арабоязычной стране) активно арестовывают блогеров, поэтому многие египетские пользователи просто боятся свободно вносить какие-либо правки.
Хотя арабский язык является одним из самых распространённых языков в мире (число носителей — около 300 млн человек), уровень развития интернета остаётся в большинстве регионов крайне низким, по причине чего арабская Википедия всё ещё плохо развита. Так, например, 46,5 % участников арабской Википедии являются жителями благополучной Саудовской Аравии и арабскими диаспорами Европы и Америки.
Несмотря на это, арабская Википедия находится на 11-м месте по посещаемости, её просматривают 1,37 % от общих посетителей.
В 2008 году представитель новостной газеты The Jerusalem Post раскритиковал содержание арабской Википедии, предварительно изучив её, обвинив, что все темы, связанные с Израилем и евреями, описаны не нейтрально — специально так, чтобы настраивать её читателей против них.

Логотип в честь юбилея в миллион статей

В 2012 году в двух университетах Каира, Египет (в которых учатся 370 тысяч человек) стартовали проекты, по которым студенты имеют возможность редактировать и пополнять арабскую Википедию, из каждого класса избиралось до 13 человек. В среднем 56 студентов редактировали/создавали по 246 статей. Основная тематика статей затрагивает культуру, историю, науки, литературу, перевод с английского/испанского об исторических деятелях. Избегаются потенциально конфликтные темы, такие как политика ближневосточных стран. 87 % студентов, принимающих участие в проекте, — женщины. По утверждению учителей, Арабская весна особенно пагубно сказывается на развитии арабского раздела.
В 2010 году Тарэк Аль Казири, арабский представитель радио-телевизионной сети Radio Netherlands, полагал, что сегодняшняя арабская Википедия отражает реальные проблемы арабских стран: медленное развитие интернета, из-за чего Википедия медленно пополняется, а также потенциальная невозможность крупного сотрудничества википедистов ввиду разнообразной политической поляризации участников, которая приводит к разветвлению мнений и конфликтам.
Есть также и позитивные тенденции: хотя лишь у 23,9 % арабоязычных людей есть ограниченный или полный доступ к интернету, арабская Википедия лидирует по росту посещаемости, значительно опережая развитые проекты, такие как немецкий или английский разделы. Тем не менее участники арабской Википедии склонны скорее делать правки и дополнять уже существующие статьи, чем объясняется в целом малое количество статей и высокая глубина проекта. За 2018 и 2019 года количество статей в арабской Википедии удвоилось за счёт массовой ботозаливки статей о спортсменах.
В 2019 году в рамках масштабного проекта, Википедисты из Ирака перевели множество статей из английского на арабский язык. В рамках проекта «Байт Алхикма» добровольцами было переведено 10 000 в основном по теме науки. По состоянию на февраль 2021 года, число активных пользователей (за месяц) достигло 10000 человек. В 2020 году Арабская Википедия привлекла внимание удалением на своём проекте статьи о широко известной на ближнем востоке политической активистке Саре Хегази. Арабский проект обвинили во враждебном отношении и продвижении языка ненависти против ЛГБТ, женщин и меньшинств, а также, что предвзятая администрация продавливает цензуру в проекте и стремится удалять тематические статьи под предлогом их маргинальности и незначимости.
23 декабря 2023 года Арабская Википедия в знак солидарности с палестинским народом во время войны в Газе на 24 часа остановила свою работу, а также разукрасила свой логотип на цвета флага Палестины.

## Блокировка
Арабская Википедия была заблокирована правительством Сирии 30 апреля 2008 г. без указания причин. Блокировка была снята 13 февраля 2009 года также без всяких объяснений со стороны сирийского правительства.
В Саудовской Аравии существует чёрный список заблокированных статей на арабском и английском языках. Статьи в основном затрагивают сексуальные, эротические темы и анатомию человеческого тела (см. en:Wikipedia:List of articles censored in Saudi Arabia).